# Баутиста, Аристон
Аристон Баутиста Лин (исп. Ariston Bautista Lin; 22 февраля 1863, Манила — 3 марта 1928, Манила) — филиппинский врач, предприниматель, политик и благотворитель.
Изучал медицину в Католическом университете Филиппин, работал врачом, в том числе на эпидемии холеры, предложил модификацию препарата парегорик для борьбы с ней. Затем продолжил образование в Центральном университете Мадрида и в 1891 г. получил степень доктора медицины, защитив диссертацию о способах лечения абсцесса печени. В ходе пребывания в Европе вошёл в круг прогрессивно мыслящих филиппинцев-интеллектуалов, поддерживал близкие отношения с Хосе Рисалем, в 1889 г. в Барселоне вступил в первую филиппинскую масонскую ложу.
В 1895 г. вернулся на Филиппины и почти сразу был арестован испанской колониальной администрацией по подозрению в подрывной деятельности, некоторое время был сокамерником Рисаля. Затем, в отличие от последнего, был выпущен и в дальнейшем принял участие в Филиппинской революции, был участником Малолосского конгресса, установившего в 1898 году Первую Филиппинскую республику.
После поражения республики и установления американского оккупационного режима отошёл от политической активности. Преподавал в Филиппинском научно-литературном университете, затем преобразованном в Университет Филиппин, где стал первым заведующим кафедрой медицины. Одновременно вёл предпринимательскую деятельность, входил в совет директоров Сельскохозяйственного банка, стал первым президентом сигарно-сигаретной компании «Херминаль» (исп. Germinal).

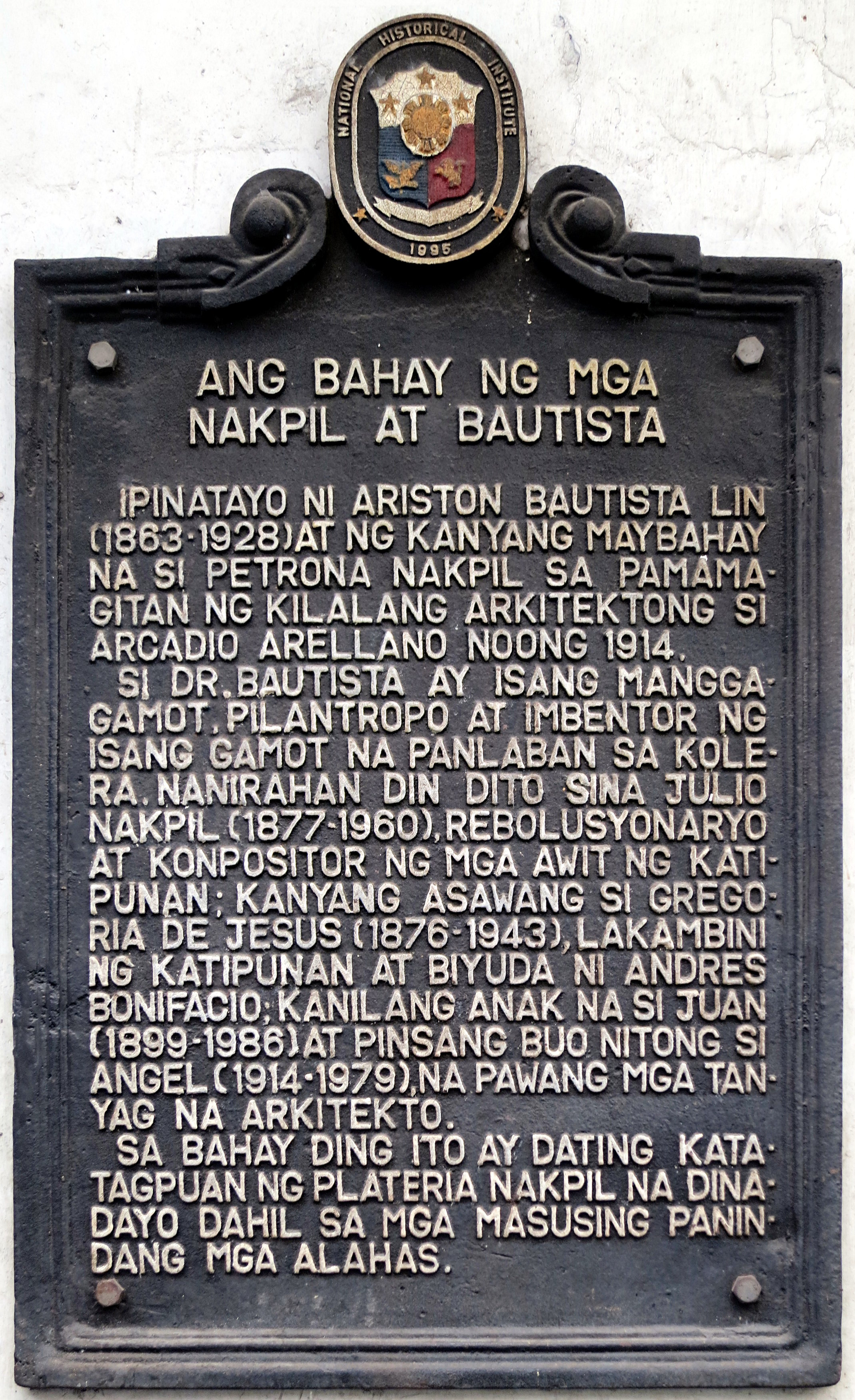
Мемориальная доска на доме Накпилей-Баутиста

Полученные от коммерческой деятельности средства щедро тратил на благотворительность, главным образом финансируя обучение талантливых филиппинцев в Европе и США. На средства Баутисты образование получили, в частности, художник Фабиан де ла Роса, скрипач Эрнесто Вальехо, основоположник филиппинской психиатрии Элиас Доминго, политолог Мария Лансар Карпио, а также племянник жены Баутисты Петроны Накпиль архитектор Хуан Накпиль, сын известной политической активистки Грегории де Хесус.
В 1914 г. Баутиста построил для своей семьи (включавшей и многочисленных родственников жены) дом в центре Манилы. В 2011 г. Дом Накпилей-Баутиста (таг. Ang Bahay ng mga Nakpil at Bautista) признан памятником истории и культуры, на нём установлена мемориальная доска.